# Зеленов, Антон Евгеньевич
Антон Евгеньевич Зеленов (род. 22 января 1976, Москва) — российский хоккеист, вратарь.

## Биография
Воспитанник хоккейной школы «Крылья Советов». Начинал играть за «Крылья Советов-2» (1993/94 — 1996/97). В сезоне 1994/95 выступал за «Боннивилль Понтиакс» из ЮХЛА. В феврале 1997 года провёл два матча в РХЛ за московский «Спартак» — 17 числа в домашней игре против «Сибири» (9:0) заменил на 50-й минуте при счёте 8:0 Геннадия Ушакова; 25 числа в гостевом матче против ЦСК ВВС (3:6) заменил Ушакова, пропустившего в первые 10 минут пять шайб, после первого периода.
Играл в низших лигах за подмосковный «Витязь» (1997/98 — 1998/99), «Ландсберг» (Германия, 1999/2000), МГУ (2000/01).
Серебряный призёр чемпионата Европы среди юниорских команд 1994. Бронзовый призёр чемпионата мира среди молодёжных команд 1996.
Первый тренер вратаря Игоря Шестёркина.
Тренер вратарей ХК МВД Балашиха (МХЛ, 2012/13 — 2014/15), «Динамо» Балашиха (ВХЛ, 2015/16 — 2016/17), МХК «Динамо» Москва (2017/18 — 2018/19), «Динамо» Тверь (ВХЛ, 2019/20), «Динамо» Красногорск (ВХЛ, 2020/21), ДВТК Мишкольц (первая лига Венгрии, 2021/22), СКА СПб (КХЛ, 2022/23).
Окончил Российскую государственную академию физической культуры в 1996 году.